# Propriété industrielle
 (août 2011).
Si vous disposez d'ouvrages ou d'articles de référence ou si vous connaissez des sites web de qualité traitant du thème abordé ici, merci de compléter l'article en donnant les références utiles à sa vérifiabilité et en les liant à la section « Notes et références ».
La propriété industrielle est l'une des deux branches de la propriété intellectuelle (l'autre étant la propriété littéraire et artistique) . 
En France, elle se subdivise en droit des marques et droit des brevets. Les textes réglementant ce secteur du droit se trouvent principalement dans le Code de la propriété intellectuelle. Les dessins et modèles, au caractère hybride, bénéficient d'un cumul de protection entre la propriété industrielle et la propriété littéraire et artistique.

## Histoire
Johannes Gutenberg a perdu le procès que lui ont fait des fabricants de presses à raisin, invoquant le fait que Gutenberg leur avait volé leur procédé de réalisation (par vis sans fin)[réf. nécessaire].
La France signe en 1883, la Convention de Paris pour la protection de la propriété industrielle. C'est un accord majeur, signé par de nombreux pays qui permet d’harmoniser le droit relatif à la propriété industrielle signé. Son article 12  prévoit en effet que : « Chacun des pays de l’Union s’engage à établir un service spécial de la propriété industrielle et un dépôt central pour la communication au public des brevets d’invention, des modèles d’utilité, des dessins ou modèles industriels et des marques de fabrique ou de commerce ». L’ONPI : Office National de la Propriété Intellectuelle créé à la suite de cette convention est temporairement supprimé en 1939 et remplacé par l’Institut national de la propriété industrielle en 1951.

## Quelques chiffres
D'après le site web de l'INPI les nombres de titres de propriété industrielle déposés en France sont les suivants : 
| Type de titre par année       | 2013   | 2014   | 2015   | 2016   | 2017   |
| ----------------------------- | ------ | ------ | ------ | ------ | ------ |
| Dépôts de demandes de brevets | 16 886 | 16 533 | 16 300 | 16 155 | 16 247 |
| Dépôts de marques             | 86 002 | 87450  | 91 898 | 88 565 | 90 508 |
| Dépôts de dessins et modèles  | 66 090 | 63 249 | 63 838 | 53 659 | 40 788 |